# هیلوه
هیلوه (به هلندی: Hellouw) یک منطقهٔ مسکونی در هلند است که در نیرینن واقع شده‌است. هیلوه ۹۶۰ نفر جمعیت دارد.